# Ottorino Respighi
Ottorino Respighi (1879-1936) là nhà soạn nhạc, nhạc trưởng, nghệ sĩ piano, nghệ sĩ đàn dây, nhà sư phạm người Ý.

## Tiểu sử
Ottorino Respighi được sinh ra tại Bologna, Ý. Ông đã được học piano và violin bởi cha mình, một người giáo viên dạy piano tại địa phương. Ottorino Respighi là học trò của Federico Sarti về violin và viola, của Giuseppe Martucci về sáng tác.. Năm 1899, ông nhận bằng tốt nghiệp.
Năm 1900, Respighi sang Sankt Petersburg chơi viola trong dàn nhạc opera. Năm 1901, ông học Nikolay Rimsky-Korsakov, năm 1902, Respighi sang Berlin học Max Bruch. Từ năm 1903 đến năm 1908, Respighi lưu diễn ở nhiều nơi. Năm 1913, ông trở thành giáo sư tại Viện Hàn lâm di Santa Cecilia tại Rome và giám đốc của nhạc viện này trong các năm 1923-1925.

## Phong cách âm nhạc
Sáng tác của Ottorino Respighi gắn bó với những truyền thống trong văn hóa âm nhạc Ý, đồng thời chịu ảnh hưởng phong cách dàn nhạc của Rimsky-Korsakov, thiên hướng giao hưởng có tiêu đề của Richard Strauss và chủ nghĩa ấn tượng của Pháp.

## Tác phẩm
Ottorino Respighi đã viết:
- 10 vở opera, trong đó nổi bật là:

- Người đẹp ngủ (viết cho múa rối, 1922)
- Belgafor (1923)
- Chuông ngập nước (1927)

- Ballet:

- Quầy hàng đồ chơi thần bí (phỏng theo một tác phẩm của Gioachino Rossini)
- Belkis, hoàng hậu Saba (1932)

- Các bản cantata
- Các tác phẩm cho dàn nhạc giao hưởng, tiêu biểu là:

- Những đài phun nước ở Rome (1917)
- Những cây thông ở Rome (1924)
- Lế hội ở Rome (1929)
- Các bản concerto, nổi bật là:

- Concerto cho piano (1902)
- Concerto theo phong cách cổ cho violin (1908)

- Adagio và biến tấu cho cello và dàn nhạc giao hưởng

- Các tiểu phẩm cho các nhạc cụ
- Các ca khúc

## Danh mục tác phẩm

### Opera
- Re Enzo (1905)
- Semirâma (1909)
- Marie Victoire (hoàn thành vào năm 1913 nhưng không được sản xuất cho đến năm 2004)
- La bella dormente nel bosco (1922)
- Belfagor (1923)
- La campana sommersa (1927)
- Maria egiziaca (1932)
- La fiamma (1934)
- Lucrezia (opera) (1937) opera 1 cảnh (hoàn thành sau khi ông mất bởi vợ ông, Elsa, và học trò của ông Ennio Porrino)

### Ballet
- La Boutique fantasque (1918), vay mượn giai điệu từ nhà soạn nhạc người Ý thế kỷ 19 Rossini. Ra mắt tại London vào ngày 05 tháng 6 năm 1919.
- Sèvres de la vieille France (1920), transcription of 17th-18th century French music
- La Pentola magica (1920), based on popular Russian themes
- Scherzo Veneziano (Le astuzie di Columbina) (1920)
- Belkis, Regina di Saba (1931)

### Tác phẩm cho dàn nhạc
- Preludio, corale e fuga (1901)
- Aria per archi (1901)[3]
- Leggenda cho violon và dàn nhạc P 36 (1902)[4]
- Piano Concerto in A minor (1902)
- Suite per archi (1902)[5]
- Humoreske cho violon và dàn nhạc P 45 (1903)[6]
- Concerto in la maggiore, cho violon và dàn nhạc (1903), hoàn thành bởi Salvatore Di Vittorio (2009)[7]
- Fantasia Slava (1903)
- Suite in E major (Sinfonia) (1903)
- Serenata per piccola orchestra (1904)[8]
- Suite in Sol Maggiore (1905), cho organ và strings[9]
- Ouverture Burlesca (1906)
- Concerto all'antica cho Violin và dàn nhạc (1908)
- Ouverture Carnevalesca (1913)
- Tre Liriche (1913), cho mezzo-soprano và dàn nhạc (Notte, Nebbie, Pioggia)[10]
- Sinfonia Drammatica (1914)
- Fountains of Rome (1916)
- Ancient Airs and Dances Suite No. 1 (1917), dựa trên tác phẩm thời phục hưng dành cho đàn luýt của Simone Molinaro, Vincenzo Galilei (cha của Galileo Galilei), và một vài nhà soạn nhạc vô danh
- Ballata delle Gnomidi (Dance of the Gnomes) (1920), dựa trên một bài thơ của Claudio Clausetti
- Adagio con variazioni (1921), cho Cello và dàn nhạc
- Concerto Gregoriano cho Violin và dàn nhạc (1921)
- Ancient Airs and Dances Suite No. 2 (1923), dựa trên mảnh cho lute, archlute, và viol bởi Fabritio Caroso, Jean-Baptiste Besard, Bernardo Gianoncelli, và một nhà soạn nhạc vô danh. Nó cũng nội suy một aria do Marin Mersenne.
- Pines of Rome (1924)
- Concerto in modo misolidio (Concerto in the Mixolydian mode) (1925)
- Poema autunnale (Autumn Poem), cho violon và dàn nhạc (1925)
- Rossiniana (1925), chuyển soạn từ Quelques riens của Rossini (từ Péchés de vieillesse)
- Vetrate di chiesa (Church Windows) (1926), bốn động tác trong đó có ba dựa trên Tre Preludi sopra Melodie gregoriane cho piano (1919)
- Trittico Botticelliano (1927), ba phong trào lấy cảm hứng từ bức tranh của Botticelli trong bảo tàng Uffizi Gallery, Thành phố: La Primavera, L'Adorazione dei Magi, La nascita di Venere; phong trào giữa sử dụng giai điệu nổi tiếng Veni Emmanuel (O Come, O Come, Emmanuel)
- Impressioni brasiliane (Brazilian Impressions) (1928)
- The Birds (1928)
- Toccata for Piano and Orchestra (1928)
- Roman Festivals (1928)
- Metamorphoseon (1930)
- Ancient Airs and Dances Suite No. 3 (1932), Nó được dựa trên bài hát đàn luýt bởi Besard, một phần cho guitar baroque bởi Ludovico Roncalli, miếng đàn luýt bởi Santino Garsi da Parma và nhạc sĩ vô danh khác.
- Concerto a cinque (Concerto for Five) (1933), for Oboe, Trumpet, Piano, Viola d'amore, Double-bass, and Strings

### Tác phẩm thính phòng
- String Quartet in D major in one movement (undated)
- String Quartet No. 1 in D major (1892–98)
- String Quartet No. 2 in B flat major (1898)
- String Quartet in D major (1907)
- String Quartet in D minor (1909) subtitled by composer "Ernst ist das Leben, heiter ist die Kunst"
- Quartetto Dorico or Doric String Quartet (1924)
- Tre Preludi sopra melodie gregoriane, for piano (1921)
- Violin Sonata in D minor (1897)
- Violin Sonata in B minor (1917)
- Piano Sonata in F minor
- Variazioni, for guitar
- Double Quartet in D minor (1901)
- Piano Quintet in F minor (1902)
- Six Pieces for Violin and Piano (1901–06)
- Quartet in D major for 4 Viols (1906)
- Huntingtower: Ballad for Band (1932)
- String Quintet for 2 Violins, 1 Viola & 2 Violoncellos in G minor (1901, incomplete)